# Мюллер фон дер Верра, Фридрих Конрад
Фридрих Конрад Мюллер фон дер Верра  (нем. Friedrich Konrad Müller von der Werra; 14 ноября 1823, Уммерштадт, Пруссия — 26 апреля 1881, Лейпциг, Германия) — немецкий писатель.
В юности ученик аптекаря в Хильдбургхаузене. В середине 1840-х гг. перебрался в Гейдельберг, где его первые литературные опыты поддержала Хельмина фон Шези. После Революции 1848 года был вынужден бежать в Швейцарию, где продолжил изучать фармацевтику и медицину. В дальнейшем вернулся в Германию, в 1871 году получил степень почётного доктора в Йенском университете.
Написал: «Die Reime» (1849), «Der Freiheit Wunderhorn» (1850), «Der Liederhort» (1851), «Amaranthos» (1855), «Ein Lorbeerkranz» (1857), «Ein deutscher Eichenkranz» (1857), «Flamboyant» (1859), «Thüringer Volkskalender» (1860—1863), «Der Johannistraum» (1860), «Schwert und Schild» (1860), «Alldeutschland» (1861), «Thüringen» (1861), «Die neue Sängerhalle» (1861—1871), «Das Buch der Lieder» (1866), «Deutscher Kinderfrühling» (1869), «Deutscher Liederhort» (1869), «Ererbt und ergerbt» (1871), «Allgemeines Reichskommersbuch» (1875), «Hohenzollern-Preis» (1879).